# Canh Đinh
Canh Đinh (chữ Hán: 庚丁, hay Khang Đinh 康丁, trị vì: 1219 TCN - 1199 TCN), tên thật Tử Ngao (子嚣), là vua thứ 26 nhà Thương trong lịch sử Trung Quốc.

## Thân thế
Canh Đinh là con thứ của Tổ Giáp (祖甲) - vua thứ 24 nhà Thương và là em của Lẫm Tân (廩辛) - vua thứ 25 nhà Thương. Khoảng năm 1220 TCN, Lẫm Tân qua đời, Canh Đinh lên nối ngôi.

## Trị vì
Sử không chép rõ hành trạng của Canh Đinh trong thời gian làm vua. Khoảng năm 1199 TCN, ông qua đời, ở ngôi tất cả 21 năm.Theo Trúc thư kỉ niên là 8 năm. Con ông là Vũ Ất (武乙) lên nối ngôi.

Hạ Thương Chu đoạn đại công trình - dự án nghiên cứu của các sử gia hiện đại Trung Quốc - xác định thời gian trị vì của ông kết thúc năm 1148 TCN, muộn hơn số liệu đã dẫn khoảng 50 năm.
Giáp cốt văn khai quật tại Ân Khư ghi ông là vua thứ 25 của nhà Thương .